# Кубок Польщі з футболу 1985—1986
Кубок Польщі з футболу 1985–1986 — 32-й розіграш кубкового футбольного турніру в Польщі. Титул вперше здобув ГКС (Катовиці).

## Календар
| Раунд        | Дата                          | Матчі | Клуби    |
| ------------ | ----------------------------- | ----- | -------- |
| Перший раунд | 28-31 липня 1985              | 32    | 112 → 80 |
| Другий раунд | 7-21 серпня 1985              | 32    | 80 → 48  |
| Третій раунд | 28 серпня - 18 вересня 1985   | 16    | 48 → 32  |
| 1/16 фіналу  | 24-25 вересня 1985            | 16    | 32 → 16  |
| 1/8 фіналу   | 8-9 жовтня 1985               | 8     | 16 → 8   |
| 1/4 фіналу   | 30 жовтня - 20 листопада 1985 | 8     | 8 → 4    |
| 1/2 фіналу   | 30 листопада - 4 грудня 1985  | 4     | 4 → 2    |
| Фінал        | 1 травня 1986                 | 1     | 2 → 1    |

## Перший раунд
| Команда 1                    | Рахунок      | Команда 2                    |
| ---------------------------- | ------------ | ---------------------------- |
| 28 липня 1985                |              |                              |
| Домб (Дембно)                | 0:4          | Варта (Познань)              |
| Спарта (Злотув)              | 1:3          | Лех-2 (Познань)              |
| Промень (Жари)               | 2:3          | Любушанін (Дрезденко)        |
| Велім (Щецинек)              | 0:2          | Бленкінті (Старгард)         |
| Полонія (Сьрода-Шльонська)   | 1:0          | Заглембє-2 (Валбжих)         |
| Мото-2 (Єльч Олава)          | 0:2          | Одра (Ополе)                 |
| Орзел (Зомбковіце-Шльонське) | 1:1 пен. 8:7 | Лехія (Пеховіце)             |
| Каня (Гостинь)               | 2:2 пен. 4:3 | Замет (Пшемкув)              |
| Унія (Вомбжезьно)            | 0:5          | Сточньовец (Гданськ)         |
| Ґопланя (Іновроцлав)         | 9:0          | Мень (Ліпно)                 |
| Сокул (Ловін)                | 0:6          | Гвардія (Щитно)              |
| Ґром (Червони Бур)           | 9:0          | Остров'я (Острув-Мазовецька) |
| Мазур (Карчев)               | 0:1          | Вісла (Плоцьк)               |
| Погонь (Седльце)             | 2:1          | АЗС Біла Підляська           |
| Мазовія (Цеханув)            | 2:1          | Бзура (Ходакув)              |
| Варта (Серадз)               | 3:2          | ЛКС-2 (Лодзь)                |
| Борута (Зґеж)                | 0:2          | Гурник (Конін)               |
| Влокняж (Каліш)              | 3:2          | Лехія (Томашів-Мазовецький)  |
| Гурник (Сосновець)           | 1:0          | Гейнал (Кенти)               |
| Мотор (Прашка)               | 2:1          | Стар (Стараховіце)           |
| Далін (Мислениці)            | 2:2 пен. 4:5 | Сандеція (Нови Сонч)         |
| Гурник (Катовиці)            | 3:0          | РОВ (Рибник)                 |
| Чарні (Чудець)               | 2:3          | Карпати (Кросно)             |
| Польна (Перемишль)           | 5:0          | Ресовія-2 (Ряшів)            |
| Сталь-2 (Стальова Воля)      | 2:0          | АЗС-АВФ Варшава              |
| Мотор-2 (Люблін)             | 1:3          | Бронь (Радом)                |
| Холм'янка (Холм)             | 0:3          | Радомяк-2 (Радом)            |
| Авіа-2 (Свідник)             | 0:1          | Гетьман (Замостя)            |
| Погонь (Лапи)                | 3:2          | Вігри (Сувалки)              |
| 31 липня 1985                |              |                              |
| Унія (Тчев)                  | 0:2          | Олімпія (Ельблонг)           |
| Вісла-2 (Краків)             | -:+          | Унія (Тарнув)                |
| Чарні (Слупск)               | 2:0          | Арконія (Щецин)              |

## Другий раунд
| Команда 1                    | Рахунок      | Команда 2                       |
| ---------------------------- | ------------ | ------------------------------- |
| 7 серпня 1985                |              |                                 |
| Гвардія (Щитно)              | 2:1          | Завіша (Бидгощ)                 |
| Любушанін (Дрезденко)        | 2:1          | Сталь (Щецін)                   |
| Бленкінті (Старгард)         | 2:0          | Олімпія (Познань)               |
| Олімпія (Ельблонг)           | 3:0          | Ягеллонія (Білосток)            |
| Гурник (Катовиці)            | 2:0          | Одра (Водзіслав-Шльонський)     |
| Унія (Тарнув)                | 1:2          | П'яст (Гливиці)                 |
| Чарні (Слупск)               | 2:5 дч       | Стільон (Гожув-Великопольський) |
| Мазовія (Цеханув)            | 1:0          | Полонія (Варшава)               |
| Погонь (Лапи)                | 1:5          | Гвардія (Варшава)               |
| Радомяк-2 (Радом)            | 0:1          | Авіа (Свідник)                  |
| Ґопланя (Іновроцлав)         | 2:0          | Мото (Єльч Олава)               |
| Варта (Серадз)               | 1:2 дч       | Полонія (Битом)                 |
| Бронь (Радом)                | 1:1 пен. 4:5 | Сталь (Стальова Воля)           |
| Погонь (Седльце)             | 1:0          | Ресовія (Ряшів)                 |
| Сточньовец (Гданськ)         | 1:0          | Хемік (Полице)                  |
| Сандеція (Нови Сонч)         | 1:4          | Шомберки (Битом)                |
| Лех-2 (Познань)              | 0:1          | Влукняж (Паб'яниці)             |
| Влокняж (Каліш)              | 2:2 пен. 3:4 | Гурник (Кнурув)                 |
| Каня (Гостинь)               | 1:1 пен. 1:3 | Хробри (Глогув)                 |
| Карпати (Кросно)             | 0:2          | Гутник (Краків)                 |
| Гурник (Конін)               | 1:0          | Бленкітні (Кельці)              |
| Польна (Перемишль)           | 2:3          | Краковія (Краків)               |
| Полонія (Сьрода-Шльонська)   | 0:0 пен. 2:4 | Вікторія (Явожно)               |
| Гурник (Сосновець)           | 1:3          | Гурник Нивка (Сосновець)        |
| Сталь-2 (Стальова Воля)      | 0:1          | Старт (Лодзь)                   |
| Орзел (Зомбковіце-Шльонське) | 1:4          | Шленза (Вроцлав)                |
| Вісла (Плоцьк)               | 3:0          | Іглоополь (Дембиця)             |
| Мотор (Прашка)               | 0:2          | Корона (Кельці)                 |
| Одра (Ополе)                 | 2:1          | Заглембє (Валбжих)              |
| 14 серпня 1985               |              |                                 |
| Варта (Познань)              | 1:0          | Заглембє (Любін)                |
| 21 серпня 1985               |              |                                 |
| Ґром (Червони Бур)           | 0:5          | Сталь (Мелець)                  |
| Гетьман (Замостя)            | 5:1          | Сталь (Ряшів)                   |

## Третій раунд
| Команда 1                | Рахунок      | Команда 2                       |
| ------------------------ | ------------ | ------------------------------- |
| 28 серпня 1985           |              |                                 |
| Варта (Познань)          | 1:0          | Одра (Ополе)                    |
| Любушанін (Дрезденко)    | 1:0          | Стільон (Гожув-Великопольський) |
| Бленкінті (Старгард)     | 3:1 дч       | Гурник (Конін)                  |
| Мазовія (Цеханув)        | 1:2          | Гвардія (Щитно)                 |
| Погонь (Седльце)         | 0:3          | Авіа (Свідник)                  |
| Ґопланя (Іновроцлав)     | 2:1          | Вісла (Плоцьк)                  |
| Хробри (Глогув)          | 0:2          | Полонія (Битом)                 |
| Шленза (Вроцлав)         | 2:3          | Шомберки (Битом)                |
| Влукняж (Паб'яниці)      | 2:0          | Гвардія (Варшава)               |
| Гурник Нивка (Сосновець) | 1:0          | Гурник (Кнурув)                 |
| П'яст (Гливиці)          | 0:1          | Гутник (Краків)                 |
| Краковія (Краків)        | 3:1          | Сталь (Мелець)                  |
| Гурник (Катовиці)        | 0:2          | Вікторія (Явожно)               |
| Старт (Лодзь)            | 3:2 дч       | Сталь (Стальова Воля)           |
| Гетьман (Замостя)        | 1:1 пен. 2:4 | Корона (Кельці)                 |
| 18 вересня 1985          |              |                                 |
| Сточньовец (Гданськ)     | 1:1 пен. 3:2 | Олімпія (Ельблонг)              |

## 1/16 фіналу
| Команда 1                | Рахунок      | Команда 2            |
| ------------------------ | ------------ | -------------------- |
| 24 вересня 1985          |              |                      |
| Гурник Нивка (Сосновець) | 1:3          | ГКС (Катовиці)       |
| 25 вересня 1985          |              |                      |
| Гутник (Краків)          | 0:2          | Заглембє (Сосновець) |
| Шомберки (Битом)         | 1:4          | Гурник (Валбжих)     |
| Бленкінті (Старгард)     | 3:2          | Балтик (Гдиня)       |
| Варта (Познань)          | 2:0          | Вісла (Краків)       |
| Сточньовец (Гданськ)     | 0:1          | Мотор (Люблін)       |
| Авіа (Свідник)           | 1:0          | Радомяк (Радом)      |
| Любушанін (Дрезденко)    | 2:4          | Легія (Варшава)      |
| Гвардія (Щитно)          | 1:3          | ЛКС (Лодзь)          |
| Ґопланя (Іновроцлав)     | 1:2          | Погонь (Щецин)       |
| Полонія (Битом)          | 0:0 пен. 4:1 | Лехія (Гданськ)      |
| Влукняж (Паб'яниці)      | 0:4          | Рух (Хожув)          |
| Краковія (Краків)        | 1:2          | Відзев (Лодзь)       |
| Вікторія (Явожно)        | 1:4          | Лех (Познань)        |
| Старт (Лодзь)            | 0:1          | Гурник (Забже)       |
| Корона (Кельці)          | 1:3          | Шльонськ (Вроцлав)   |

## 1/8 фіналу
| Команда 1            | Рахунок      | Команда 2          |
| -------------------- | ------------ | ------------------ |
| 8 жовтня 1985        |              |                    |
| Мотор (Люблін)       | 0:1 дч       | Шльонськ (Вроцлав) |
| 9 жовтня 1985        |              |                    |
| Варта (Познань)      | 1:2дч        | Гурник (Валбжих)   |
| Авіа (Свідник)       | 1:1 пен. 6:5 | Рух (Хожув)        |
| Відзев (Лодзь)       | 0:1          | Легія (Варшава)    |
| Полонія (Битом)      | 0:2          | ЛКС (Лодзь)        |
| Бленкінті (Старгард) | 1:2          | Погонь (Щецин)     |
| ГКС (Катовиці)       | 1:0          | Лех (Познань)      |
| Заглембє (Сосновець) | 0:2          | Гурник (Забже)     |

## 1/4 фіналу
| Команда 1                   | Заг. | Команда 2      | 1-й матч | 2-й матч |
| --------------------------- | ---- | -------------- | -------- | -------- |
| 30 жовтня/17 листопада 1985 |      |                |          |          |
| Авіа (Свідник)              | 3:5  | Погонь (Щецин) | 2:3      | 1:2      |
| 30 жовтня/20 листопада 1985 |      |                |          |          |
| Гурник (Валбжих)            | 2:4  | ЛКС (Лодзь)    | 1:1      | 1:3      |
| Легія (Варшава)             | 4:5  | ГКС (Катовиці) | 1:3      | 3:2      |
| Шльонськ (Вроцлав)          | 3:6  | Гурник (Забже) | 1:1      | 2:5      |

## 1/2 фіналу
| Команда 1                  | Заг. | Команда 2      | 1-й матч | 2-й матч |
| -------------------------- | ---- | -------------- | -------- | -------- |
| 30 листопада/4 грудня 1985 |      |                |          |          |
| Погонь (Щецин)             | 3:4  | ГКС (Катовиці) | 2:1      | 1:3      |
| Гурник (Забже)             | 7:3  | ЛКС (Лодзь)    | 6:1      | 1:2      |

## Фінал
| 1 травня 1986 |

| ГКС (Катовиці)                   | 4:1      | Гурник (Забже)   |
| -------------------------------- | -------- | ---------------- |
| Фурток 22', 27', 87' Конярек 83' | Протокол | Коморницький 47' |

| Сілезький стадіон, Хожув Глядачів: 55 000 Арбітр: Януш Екштайн |